# Sistemes Ultra NarrowBand
En enginyeria de comunicacions, els sistemes Ultra NarrowBand (amb acrònim anglès UNB) són aquells en què el canal té un ample de banda molt estret.
Un receptor de banda ultra estreta és altament selectiu i pot rebutjar el soroll i les interferències que poden entrar al receptor fora del seu ample de banda estret, permetent aconseguir una relació senyal-soroll acceptable amb un senyal rebut relativament feble. En conseqüència, els nivells de potència del transmissor poden ser baixos i el rang efectiu de transmissions pot ser més gran del que normalment seria el cas de tecnologies que no proporcionen aquesta selectivitat. Algunes altres tecnologies de ràdio, com ara l'espectre d'extensió de seqüències directes i l'espectre d'extensió de chirp utilitzen enfocaments alternatius per extreure selectivament senyals de la interferència i el soroll. Els sistemes UNB típics funcionen amb una amplada de banda d'uns 10 s a uns 100 s Hz i s'utilitzen per a la transmissió i recepció de senyals digitals.
L'ús de filtres altament selectius en receptors UNB pot proporcionar un rebuig molt eficaç dels senyals UNB d'altres dispositius UNB en freqüències portadores adjacents, permetent el funcionament de molts dispositius en una àrea geogràfica limitada.
La tecnologia UNB s'utilitza sovint quan es necessiten enllaços d'un nombre molt elevat de dispositius, amb quantitats relativament petites de dades que s'intercanvien a cada enllaç. Algunes d'aquestes aplicacions es poden trobar a Internet de les coses, sent UNB una de les tecnologies que s'han utilitzat per implementar xarxes d'àrea àmplia de baixa potència. Les transmissions curtes i poc freqüents amb una potència de transmissió baixa poden permetre un funcionament de llarga durada i alimentat per bateries dels dispositius UNB connectats a una LPWAN.
UNB LPWAN sovint funciona en freqüències VHF o UHF on les característiques de propagació del senyal de ràdio s'adapten a les aplicacions típiques d'UNB amb rangs de 10 km o més. Es poden desplegar en un espectre compartit (banda ISM)
Les propietats típiques dels dispositius UNB que operen en l'espectre UHF per sota d'1 GHz han estat descrites per ETSI; mentre que els protocols específics basats en UNB per a la implementació de LPWAN també han estat estandarditzats (juntament amb altres) per ETSI.